# Карлос Ернесто Сіснерос
Карлос Ернесто Сіснерос (ісп. Carlos Cisneros, нар. 30 серпня 1993, Гвадалахара) — мексиканський футболіст, нападник клубу «Гвадалахара».
Виступав, зокрема, за клуб «Корас», а також олімпійську збірну Мексики.

## Клубна кар'єра
Вихованець футбольної школи клубу «Гвадалахара». Дорослу футбольну кар'єру розпочав 2012 року в основній команді того ж клубу, в якій провів два сезони, взявши участь лише у 7 матчах чемпіонату. 
До складу клубу «Корас» приєднався на правах оренди 2014 року. Відіграв за команду наступний сезон своєї ігрової кар'єри. Більшість часу, проведеного у складі, був основним гравцем атакувальної ланки команди.
До складу клубу «Гвадалахара» повернувся 2015 року. Відтоді встиг відіграти за команду з Гвадалахари 44 матчі в національному чемпіонаті.

## Виступи за збірну
2016 року захищав кольори олімпійської збірної Мексики. У складі цієї команди провів 3 матчі. У складі збірної — учасник футбольного турніру на Олімпійських іграх 2016 року у Ріо-де-Жанейро.

## Титули і досягнення
- Срібний призер Панамериканських ігор: 2015
- Володар Кубка Мексики 2:

«Гвадалахара»: Апертура 2015, Клаусура 2017
- Володар Суперкубка Мексики 1:

«Гвадалахара»: 2016